# برايان أوغيلفي
برايان أوغيلفي هو لاعب هوكي الجليد كندي، ولد في 30 يناير 1952 في ستيتلر ‏ في كندا.

## وصلات خارجية
- برايان أوغيلفي على موقع دوري الهوكي الوطني (الإنجليزية)
- برايان أوغيلفي على موقع EliteProspects.com (الإنجليزية)
- برايان أوغيلفي على موقع HockeyDB.com (الإنجليزية)
- برايان أوغيلفي على موقع Hockey-Reference.com (الإنجليزية)